# Kentucky Route Zero
Kentucky Route Zero ist ein episodisches Point-and-Click-Adventure des Indie-Entwicklerteams Cardboard Computer, das in einer magischen Realität spielt. Es wurde von Jake Elliott, Tamas Kemenczy und Ben Babbitt entwickelt. Um die zu Beginn mit 6.500 US-Dollar (6.004 Euro; 5.732 Schweizer Franken) veranschlagte Produktion zu finanzieren, starteten beide am 7. Januar 2011 eine Crowdfunding-Aktion über Kickstarter, welche insgesamt 8.583 US-Dollar (7.927 Euro; 7.568 Schweizer Franken) einnahm. Am 17. Oktober 2012 erschien ein erster Trailer. Das Spiel ist in fünf Akte aufgeteilt und handelt von dem Lieferwagenfahrer Conway und den mysteriösen Menschen, die er trifft, während er versucht die fiktionale Route Zero zu finden, um ein Paket abzuliefern.
Der erste Akt wurde am 7. Januar 2013 auf der offiziellen Website und bei Steam veröffentlicht. Am 31. Mai erschien der zweite Akt. Knapp ein Jahr später, am 6. Mai 2014, wurde Act III veröffentlicht. Erst über zwei Jahre nach Act III, am 19. Juli 2016, erschien Act IV. Der fünfte und letzte Akt wurde am 28. Januar 2020 veröffentlicht. Zeitgleich erschien für PlayStation 4, Xbox One und Nintendo Switch die von Annapurna Interactive portierte TV Edition, die alle Teile beinhaltet. Diese Edition gewann im März 2021 bei den British Academy Video Games Awards 2021 den Preis in der Kategorie Original Property. 2021 brachte Vertriebspartner iam8bit in begrenzter Stückzahl eine physische Version für PlayStation 4 und Nintendo Switch auf den Markt.

## Spielprinzip
Kentucky Route Zero ist ein Point-and-Click-Spiel und besitzt textbasierte Dialoge. Es gibt keine Puzzles oder Herausforderungen, da der Hauptfokus des Spiels auf der Geschichte und Atmosphäre liegt. Der Spieler kontrolliert Conway mit der Maus, um ihn an einen anderen Ort zu bewegen oder mit anderen Figuren oder Objekten zu interagieren. Der Spieler kann zudem zwischen verschiedenen Antwortalternativen bei den Dialogen wählen. Im ersten Akt kann man Conway, wenn er an einem Ort fertig ist, mit seinem Truck zu einem anderen Ort fahren. Dabei wird dem Spieler eine Karte gezeigt, auf der die Interstate 65, sowie anderen Straßen und Orte zu finden sind, zu denen er, je nach Anweisung, navigieren muss. Kentucky Route Zero ist in fünf Episoden aufgeteilt, im Spiel Akte genannt. Zwischen dem ersten und dem zweiten Akt erschien die kostenlose Miniepisode Limits & Demonstrations und nach dem zweiten Akt The Entertainment. Die dritte Miniepisode Here and there Along the Echo wurde am 30. Oktober 2014 veröffentlicht. Die vierte und letzte Miniepisode erschien unter dem Titel Un Pueblo de Nada am 25. Januar 2018.

## Handlung

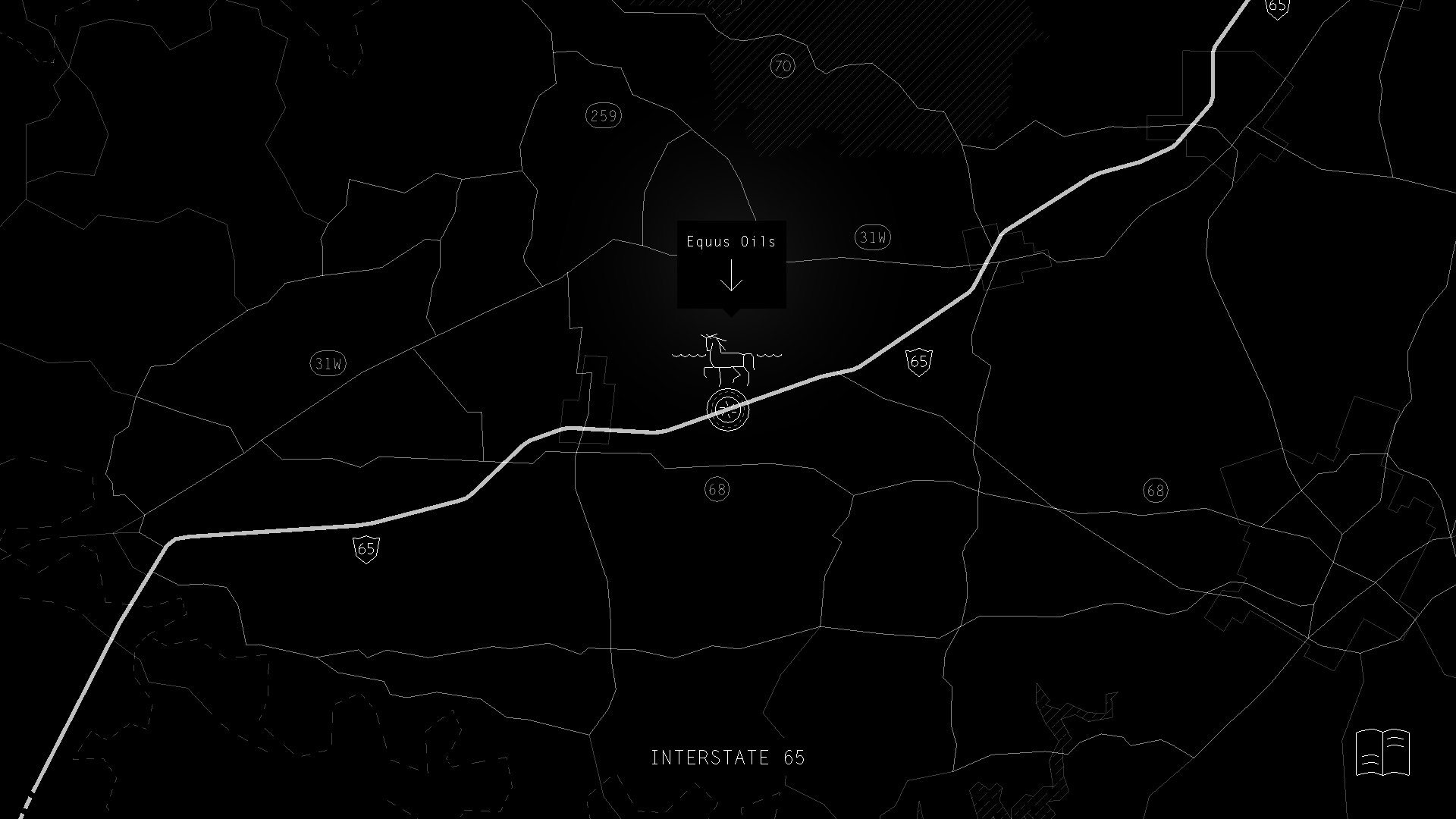
Die Geschichte spielt größtenteils an fiktiven Orten rund um die Interstate 65 in Kentucky und den Mammoth-Cave-Nationalpark.

Conway, ein Fernfahrer, arbeitet als Auslieferer für ein Antiquitätengeschäft, welches einer Frau mit dem Namen Lysette gehört. Er wird von ihr beauftragt, eine Lieferung zum Dogwood Drive 5 zu bringen. Conway reist mit dem Hund seiner Chefin (Homer, Blue oder gar kein Name, je nach Wahl) durch Kentucky, um die Adresse zu finden. Er hält an der alten, dunklen Tankstelle Equus Oils, um nach dem Weg zu fragen.

### Erster Akt

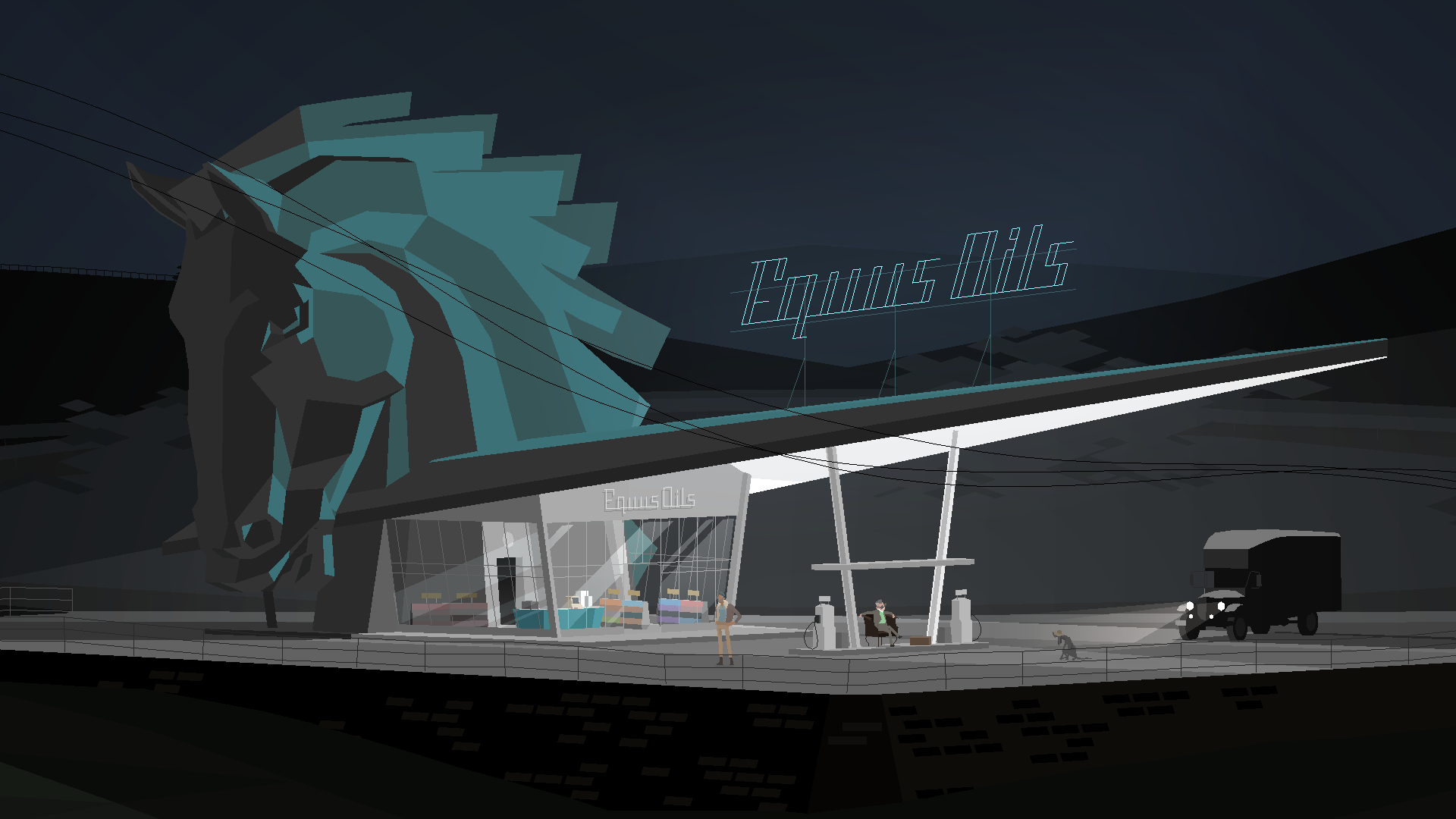
Das Spiel beginnt bei Equus Oils, einer Tankstelle, an der Conway nach dem Weg fragt.

Conway kommt an der Equus-Oils-Tankstelle an und trifft auf einen alten Mann, den Eigentümer der Station, namens Joseph. Dieser informiert Conway, dass der einzige Weg zum Dogwood Drive über die mysteriöse Route Zero führt, und bittet ihn den Leitungsschutzschalter der Tankstelle zu reparieren, um mit dem Computer den Weg zu finden. Conway geht in den Keller der Station und trifft dort drei Menschen, die an einem Tisch ein merkwürdiges Spiel spielen, ihn jedoch völlig ignorieren. Er findet ihren verlorenen Würfel, die Spieler sind jedoch plötzlich verschwunden und geben damit den Weg frei, um die Elektrizität wiederherzustellen. Als er Joseph über die seltsamen Menschen befragt, vermutet dieser, dass Conway wohl eine Halluzination hatte. Conway nutzt den Computer, um die Wegbeschreibung zu der Marquez-Farm zu bekommen. Auf dieser will er mit Weaver Marquez sprechen, die sich besser mit den Straßen auskennt als der Tankwart. Bevor Conway sich wieder auf den Weg macht, lädt Joseph einen alten Fernseher auf den Truck, um ihn zu Weaver zu bringen. Conway fährt zu dem Haus von Marquez und trifft dort Weaver. Sie stellt Conway einige Fragen und er bittet um eine Navigationsbeschreibung zur Route Zero, er soll jedoch erst einmal den Fernseher anschließen. Als er auf den Bildschirm schaut, erkennt er eine Vision einer außergewöhnlichen Farm und wird ohnmächtig. Als er wieder aufwacht, informiert ihn Weaver, dass ihre Cousine Shannon Fernseher repariert. Sie gibt ihm die Wegbeschreibung zur Route Zero und verschwindet plötzlich.
Als Conway an dem Ort ankommt, entdeckt er, dass es sich dabei um einen verlassenen Minenschacht handelt. Er trifft auf Shannon Marquez, die in den Minen nach etwas sucht. Conway entscheidet sich Shannon zu helfen und zusammen gehen beide tiefer in die Mine hinab. Dafür benutzen sie eine Beschallungsanlage, um die genaue Tiefe zu Messen. Unglücklicherweise verursachen die Schallwellen einen Einsturz. Ein Bein von Conway wird verletzt und Shannon nutzt eine Draisine, um zusammen mit Conway den Schacht zu verlassen. Wenn das Taschenlicht während der Fahrt deaktiviert wird, sind herumwandernde geisterhafte Visionen von Bergmännern zu sehen. Bevor beide die Mine verlassen, lässt Shannon Conway allein und geht etwas weiter den Minenschacht hinunter. Dort entdeckt sie einen Haufen von Minenarbeiterhelmen. Shannon kommt daraufhin schnell zurück, erzählt Conway allerdings nichts von ihrem Fund. Beide fahren zu Shannons Werkstatt und danach zurück zu Marquez' Farm. Dort offenbart Shannon, dass die Darlehensschuld der Marquez-Familie dazu führte, dass Weaver floh. Als Shannon versucht den alten Fernseher zu reparieren, schaut Conway wieder hinein. Dieses Mal beginnt das Bild der Farm sich zu verzerren und führt dazu, dass sich ein Zugang zur Route Zero auftut. Damit endet der erste Akt.

### Zweiter Akt
Der zweite Akt beginnt mit einer Einleitung, in der Lulu Chamberlain (eine fiktionale Installationskünstlerin, deren Werke im Zusatzinhalt Limits & Demonstrations von Kentucky Route Zero zu sehen sind) ein Absageschreiben von der Gaston Treuhand für eingebildete Architektur (Gaston Trust for Imagined Architecture) erhält. Nachdem sie die Nachricht gelesen hat, geht Chamberlain durch eine Reihe von Vorschlägen für eine Umstrukturierung von Orten, abseits von ihrer aktuellen Funktion, wie eine Änderung von einem Basketballplatz zu einer Hundezuchtstation.
Nach dieser Einleitung wird der Fokus der Geschichte wieder auf Conway, Shannon und den Hund, mit dem gewählten Namen des jeweiligen Spielers, gerichtet. Sie kommen an einem fünf Stockwerke hohen Gebäude an, in dem das „Amt für zurückgewonnene Räume“ (Bureau of Reclaimed Spaces) seinen Sitz hat. An der Rezeption wird ihnen gesagt, dass sie die Wegbeschreibung zum Dogwood Drive nur erhalten, wenn sie eine Aufnahmemitteilung von dem Amt bekommen. Die Rezeptionistin schlägt vor, dass sie Lulu Chamberlain aufsuchen, die derzeit die Bürochefin ist. Nach einer Reihe von bürokratischen Umwegen gelingt es den dreien Chamberlain zu treffen. Man erfährt, dass es sich bei dem Bürogebäude um eine umgenutzte Kathedrale handelt. Tatsächlich erinnert die Architektur des Gebäudes sehr deutlich an den von Gottfried Böhm entworfenen Nevigeser Wallfahrtsdom und man begegnet auch einem Büroangestellten namens Böhm. Lulu erklärt schließlich, dass die Wegbeschreibung zum Dogwood Drive noch in einer anderen Lagereinrichtung ist, in die nun die Kirchengemeinde umgezogen ist. Zusätzlich rät sie Conway, aufgrund seines verletzten Beins, den Arzt Doctor Truman aufzusuchen. An der Aufbewahrungsstätte unterhält sich Conway über Hobbys mit dem Hausmeister des Gebäudes und hört eine Aufnahme einer Predigt über die Tugend von harter Arbeit. Währenddessen findet Shannon die Akte, nach der sie suchen. Als sie das Gebäude verlassen, bricht Conway aufgrund seiner Verletzung zusammen und Shannon entscheidet, dass die oberste Priorität ist, Doctor Truman zu finden, um Conway behandeln zu lassen.

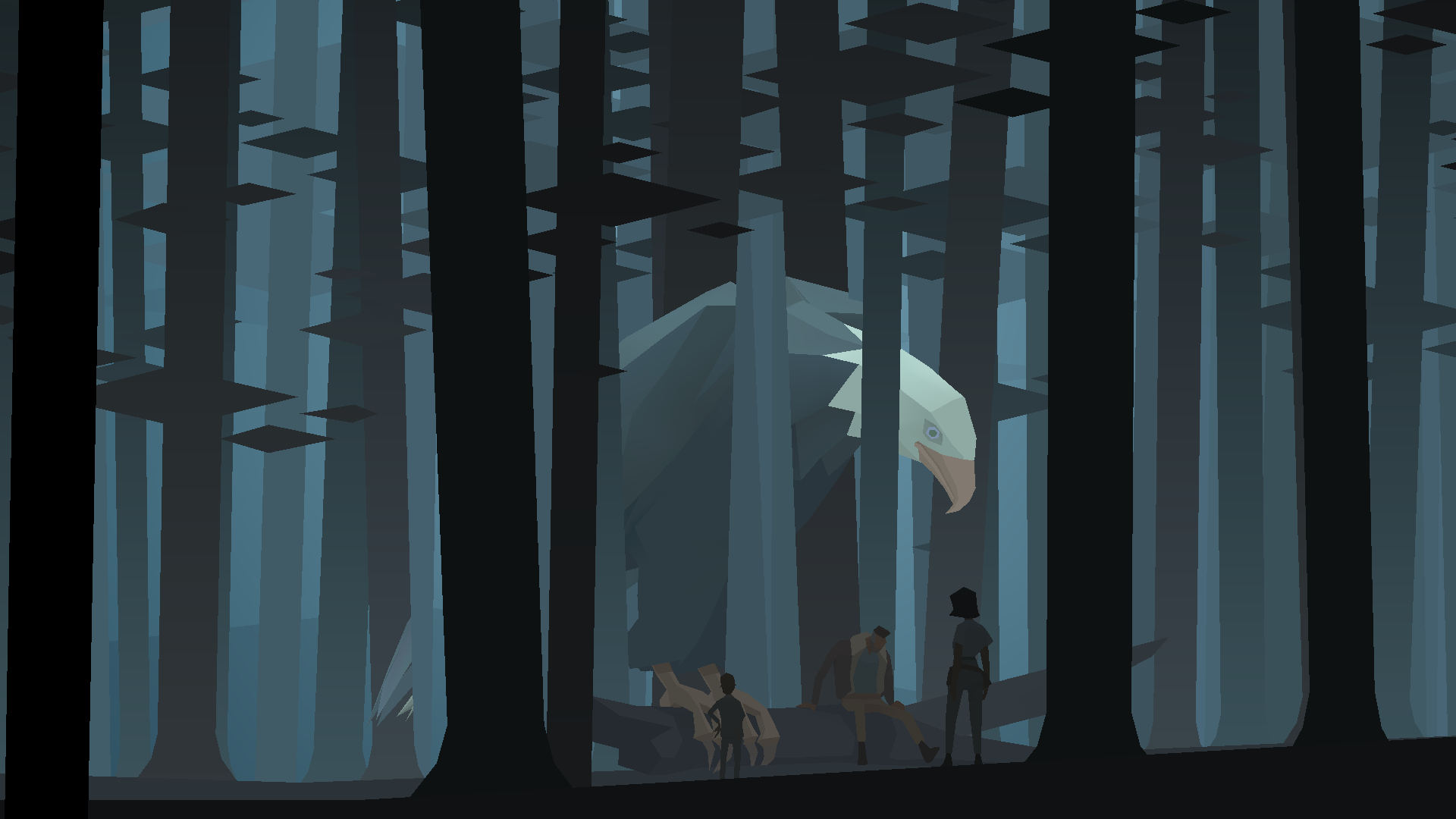
Die Figuren durchqueren einen Wald auf der Suche nach einem Arzt und treffen auf den Adler Julian.

Bei der Rückkehr am Amt erzählt die Rezeptionistin, dass Doctor Truman im Museum für Behausungen (Museum of Dwellings) zu finden ist. Die Gruppe verlässt die Route Zero und kehrt zurück auf die Route 65. Während sie das Museum durchsuchen, treffen sie auf einen Jungen namens Ezra. Dieser sagt ihnen, dass der Doktor jetzt im Wald lebt, und bietet ihnen an, mit seinem riesigen Adler Julian dorthin zu fliegen. Die Gruppe akzeptiert sein Angebot. Nach einem Fußmarsch durch den seltsam illusorischen Wald finden sie Doctor Trumans Haus. Doctor Truman erklärt Conway, dass seine Verletzung ernsthaft, aber behandelbar ist. Er verschreibt ihm ein Anästhetikum namens Neurypnol TM. Der zweite Akt endet, indem Conway durch das Medikament sein Bewusstsein verliert und in einer Vision die Wände des Hauses sich zurückziehen, um den Wald dahinter zu offenbaren.

### Dritter Akt

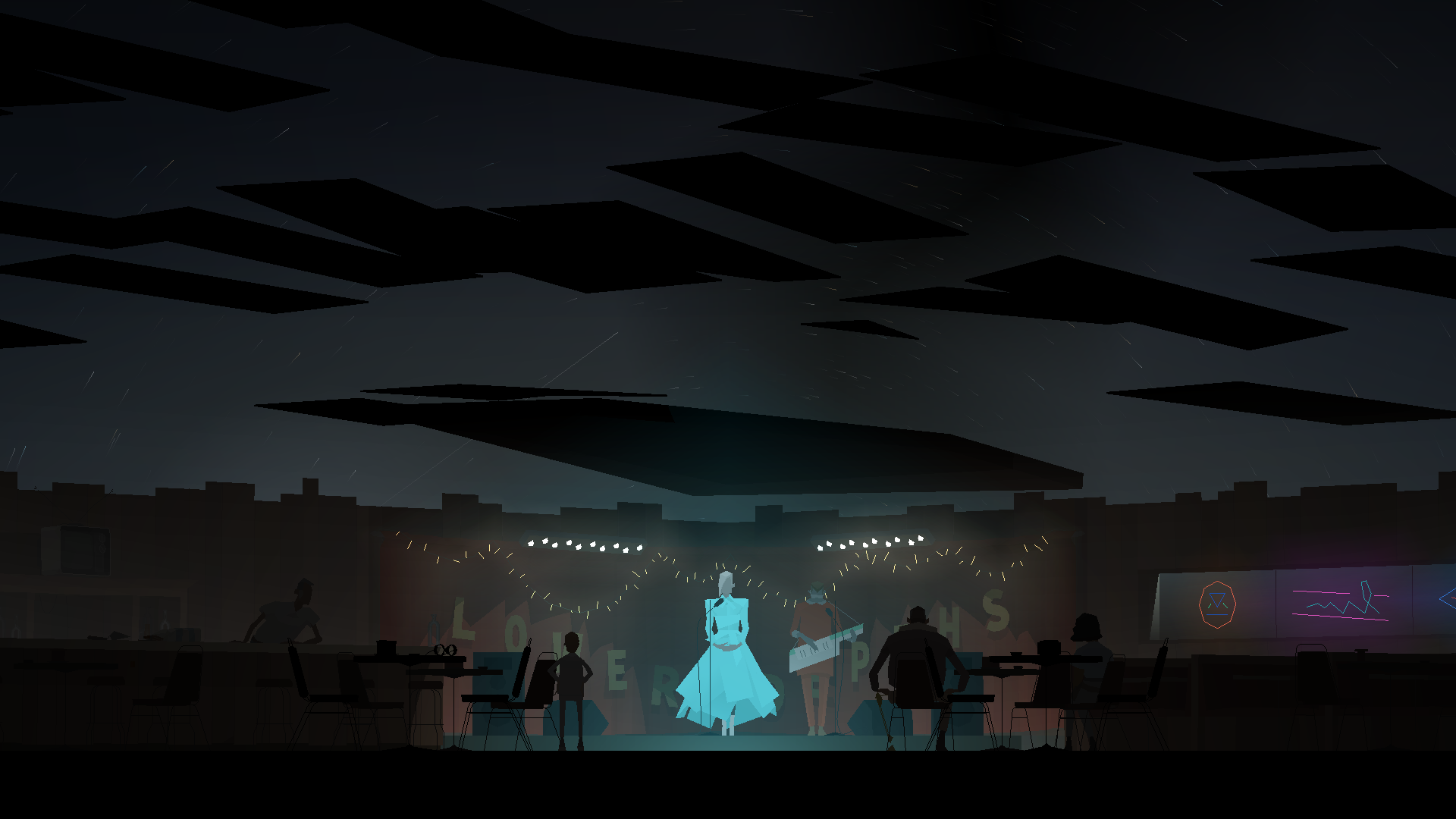
Junebug tritt in der Lower Depths Bar auf.

Der dritte Akt von Kentucky Route Zero beginnt mit einem Traum eines vergangenen Gesprächs von Conway mit Lysette, seiner Chefin. Beide erinnern sich an ein tragisches Ereignis mit Charlie, Lysettes Sohn. Lysette informiert Conway über eine neue Lieferung, die getätigt werden muss, welche gleichzeitig auch die letzte für Lysettes Antikgeschäft ist. Conway wacht vom Schlaf auf, in den er durch das Medikament Neurypnol TM von Dr. Truman gefallen ist. Er befindet sich in dem Haus des Doktors. Als Conway an sich herabblickt, sieht er, dass sein verletztes Bein gegen eine merkwürdig skelettartige Gliedmaße ausgetauscht wurde, die gelb glüht. Nach der Rückkehr zum Museum für Behausungen (Museum of Dwellings), welches in der Nacht geschlossen ist, machen sich Conway, Shannon und Ezra weiter auf die Suche nach Lula Chamberlain in Conways Wagen. Wenig später fällt der Motor des Lasters aus. Während Shannon einen Abschleppwagen ruft, kommen die Musiker Johnny und Junebug auf einem Motorradgespann an ihnen vorbei. Nach kurzer Diskussion entschließen sie sich der Gruppe zu helfen und ihren Lastwagen wieder zum Laufen zu bekommen. Im Gegenzug dazu sollen sie ihnen zur Lower Depths Bar folgen, um sich ihren Auftritt anzusehen. Zusammen reisen sie zu der Bar und Harry, der Barkeeper, gibt ihnen die Richtungsanweisungen zurück zur Route Zero. Nach dem Auftritt entscheiden Johnny und Junebug sich, Conway, Shannon und Ezra auf ihrer Reise weiter zu begleiten.
Auf dem Weg zur Route Zero kommt die Gruppe an einer großen Höhle mit einer Felsnadel vorbei, der „Höhle des Bergkönigs“ (Hall of the Mountain King). Dort finden sie verschiedene Arten an altmodischer Elektronik, teilweise intakt, defekt oder brennend. Sie treffen auf einen älteren Mann namens Donald, der sich scheinbar komplett auf ein großes Computerprojekt fokussiert hat. Dieser „Schimmelpilz-Computer“ steigert seine Leistung durch schwarzen Schimmel, der in ihm wächst. Auf dem Computer läuft die umfangreiche Simulationssoftware „Xanadu“, eine offensichtliche Anspielung auf Projekt Xanadu. Donald behauptet, dass Lula, genaue wie er, eine der Designer von Xanadu ist und dass sie bereits vor einiger Zeit gegangen ist. Es gibt allerdings eine Möglichkeit sie mit Xanadu zu finden. Das Programm scheint allerdings nicht korrekt zu funktionieren, da laut Donald die sogenannten Fremden (Strangers) Sabotage an der Maschine begangen haben. Die Gruppe muss zu dem Ort reisen, von dem die Fremden kommen (Place Where the Strangers Come From) und um ihre Hilfe bitten. Conway und Shannon reisen zu den Fremden, abseits der Bildfläche und kehren zur Halle des Bergkönigs (Hall of the Mountain King) zurück um Xanadu, zu reparieren und Lula aufzuspüren. Mit Donalds Hilfe findet Lula die Route zum Dogwood Drive und bittet die Gruppe um Conway sie am Amt für reklamierte Orte (Bureau of Reclaimed Spaces) zu treffen.
Nach dem Eintreffen beim Amt erhält Conway von Lula die Wegbeschreibung, die mit einer Fährfahrt auf dem Fluss beim Amt beginnt. Während die Gruppe auf die Fähre wartet, erzählt Conway was während des Gesprächs mit den Fremden passiert ist. Shannon und er sind mit einem versteckten Fahrstuhl zu einer unterirdischen Whiskyfabrik gefahren, die von merkwürdigen, verschwommenen und leuchtenden Skeletten geleitet wurde, ähnlich wie Conways neues Bein. In der Fabrik wird Conway fälschlicherweise für einen neuen Lastwagenfahrer gehalten und dazu gedrängt einen sehr teuren Whisky zu trinken. Dadurch wird er gezwungen als Lieferfahrer für die Fremden zu arbeiten, um das Getränk abzubezahlen. Der dritte Akt endet mit dem Ankommen der Fähre, auf dem scheinbar ein Wollhaarmammut sitzt.

### Vierter Akt

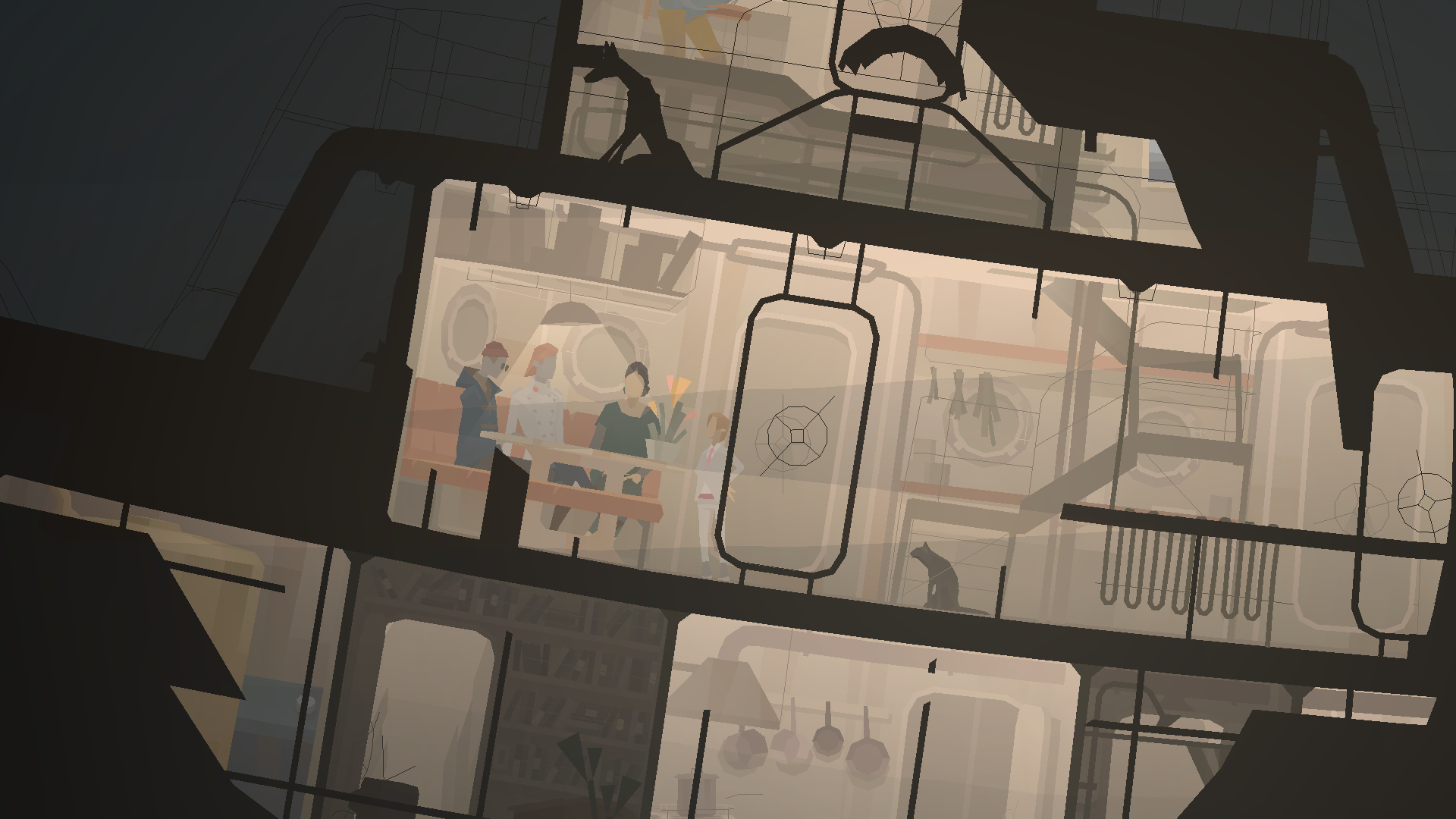
An Bord des alten Schleppers Mucky Mammoth fahren die Figuren über den Echo-Fluss.

Der vierte Akt findet auf und um die Mucky-Mammut-Schleppdampferfähre herum statt, während sie den unterirdischen Fluss, der als The Echo bekannt ist, befährt. Conway, Shannon, Ezra, Johnny und Junebug fahren flussabwärts auf dem Echo mit Bootskapitän Cate, ihrem Assistenten Will und einer Passagierin namens Clara, die das Theremin spielt. Auf dem Weg machen sie mehrere kurze Zwischenstopps – an einer schwimmenden Tankstelle, einer Tiki-Bar namens Rum Colony, einer Telefonzelle am Wasser, einer psychologischen Forschungseinrichtung namens Radvansky Center und einer zypressenbewachsenen Insel, die reich an essbaren Pilzen ist. Cate muss ein Paket an eine Telefonzentrale liefern, die sich in einem überfluteten Eisenbahntunnel befindet, aber der Schleppdampfer kann das Gebiet nicht durchfahren, ohne ein Fledermausschutzgebiet zu stören, so dass Conway und Shannon vereinbaren, ein Beiboot zu nehmen, um die Vermittlungsstation zu erreichen. Sie fahren an einem Denkmal für die Katastrophe in der Elkhorn-Mine vorbei und dann durch das Fledermausschutzgebiet. Conway, der getrunken hat und dessen Verhalten immer unberechenbarer wurde, sieht ein Boot voller glühender Skelette, ähnlich denen in der Whiskybrennerei, und bemerkt, dass er sie auf der Flussfahrt wiederholt gesehen hat. Er sagt Shannon, er wolle den Job in der Brennerei übernehmen und ihr seinen Lieferwagen übergeben; sie ist von seinem Plan beunruhigt. Shannon liefert das Paket an Poppy, den einzig verbliebenen Austauschoperator, und als sie sich umdreht, um wieder ins Beiboot zu steigen, stellt sie fest, dass Conway sich vollständig in ein Skelett verwandelt hat und zusammen mit zwei anderen Skeletten auf ein Skiff gestiegen ist. Er reist mit ihnen ab.
Shannon fährt allein auf dem Beiboot weiter den Fluss hinunter und trifft sich mit den restlichen Mucky-Mammoth-Passagieren und der Crew im Sam & Ida’s, einem Fischrestaurant. Sie essen und unterhalten sich mit den Eigentümern, dann fahren sie in eine Gegend mit Hausbooten, wo Clara eine Aufführung auf dem Theremin gibt. Ihr letzter Halt ist das Silo of Late Reflections, wo Shannon, Clara, Johnny, Junebug und Ezra alle aussteigen und Conways Lastwagen ausladen. Es gibt keinen klaren Weg, um den Lastwagen vom Silo an die Oberfläche zu bringen; dennoch beschließt Shannon, weiterhin zu versuchen, Conways Lieferung zum Dogwood Drive zu bringen.

### Fünfter Akt
Der fünfte Akt beginnt, nachdem Shannon und ihre Reisegefährten den gesamten Inhalt von Conways Lastwagen auf die Spitze des Silos der letzten Reflexionen geschleppt haben, das sich als ein Brunnen in der Mitte eines Erdhügels in einer kleinen Stadt herausstellt. In dieser Stadt befindet sich der Dogwood Drive, und ein Großteil der Stadt wurde von einer Sturzflut überschwemmt, die sich ereignete, als die Charaktere unterirdisch auf der Route Zero und dem Echo River unterwegs waren. Die Reisenden treffen sich mit den Bewohnern dieser Stadt und unterhalten sich mit ihnen, erfahren etwas über ihre Geschichte und ihre Sehenswürdigkeiten, darunter einen Friedhof, eine Bibliothek, ein Waffelrestaurant, einen Flughangar und eine Landebahn sowie einen öffentlich zugänglichen Fernsehsender. Sowohl die Reisenden als auch die Bewohner wägen ab, ob sie versuchen sollen, zu bleiben und die Gemeinde wieder aufzubauen oder in der Hoffnung auf ein besseres Leben die Stadt zu verlassen. Einer der Bewohner, Ron, gräbt ein Grab, um „The Neighbors“ zu begraben, zwei Pferde, die zum festen Bestandteil des Stadtlebens gehörten und die in der Flut gestorben sind. Zu Ehren der Pferde findet eine improvisierte Zeremonie statt; die Stadtbewohnerin Nikki liest ein Gedicht vor und Emily singt das Lied I'm Going That Way. Die letzte Einstellung zeigt Shannon und die Gruppe, nachdem sie die Gegenstände von Conways Lastwagen in den Dogwood Drive 5 gebracht haben, seine Lieferung abgeschlossen ist und sie sich im Haus versammelt haben.

## Hintergrund
Die Entwicklungszeit des ersten Akts betrug ungefähr zweieinhalb Jahre. Auf das Konzept des Spiels kamen Elliott und Kemenczy, da beide Familie und Freunde in Kentucky besitzen und dort viel Zeit verbringen. Kentucky Route Zero basiert auf der Unity-Spielengine. Die Animationen wurden mithilfe von Blender realisiert und für das Sounddesign wurde auf Ableton Live gesetzt. Die Musik stammt von dem Komponisten Ben Babbitt. Zudem stammt ein Lied von der Band The Bedquilt Ramblers. Kemenczy war hauptsächlich für das Design zuständig und Elliott schrieb die Handlung. Eine der wichtigsten Einflüsse auf das Spiel waren die Werke von David Lynch.

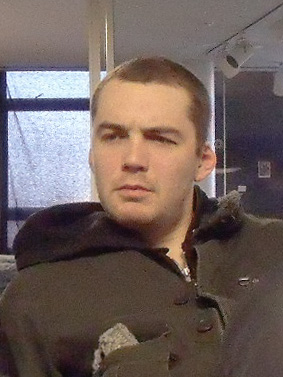
Jake Elliott (2009)
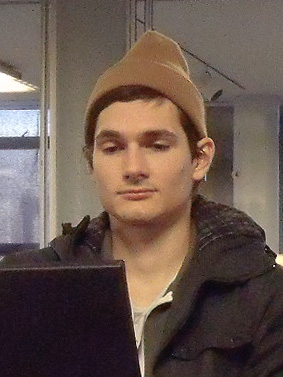
Tamas Kemenczy (2009)
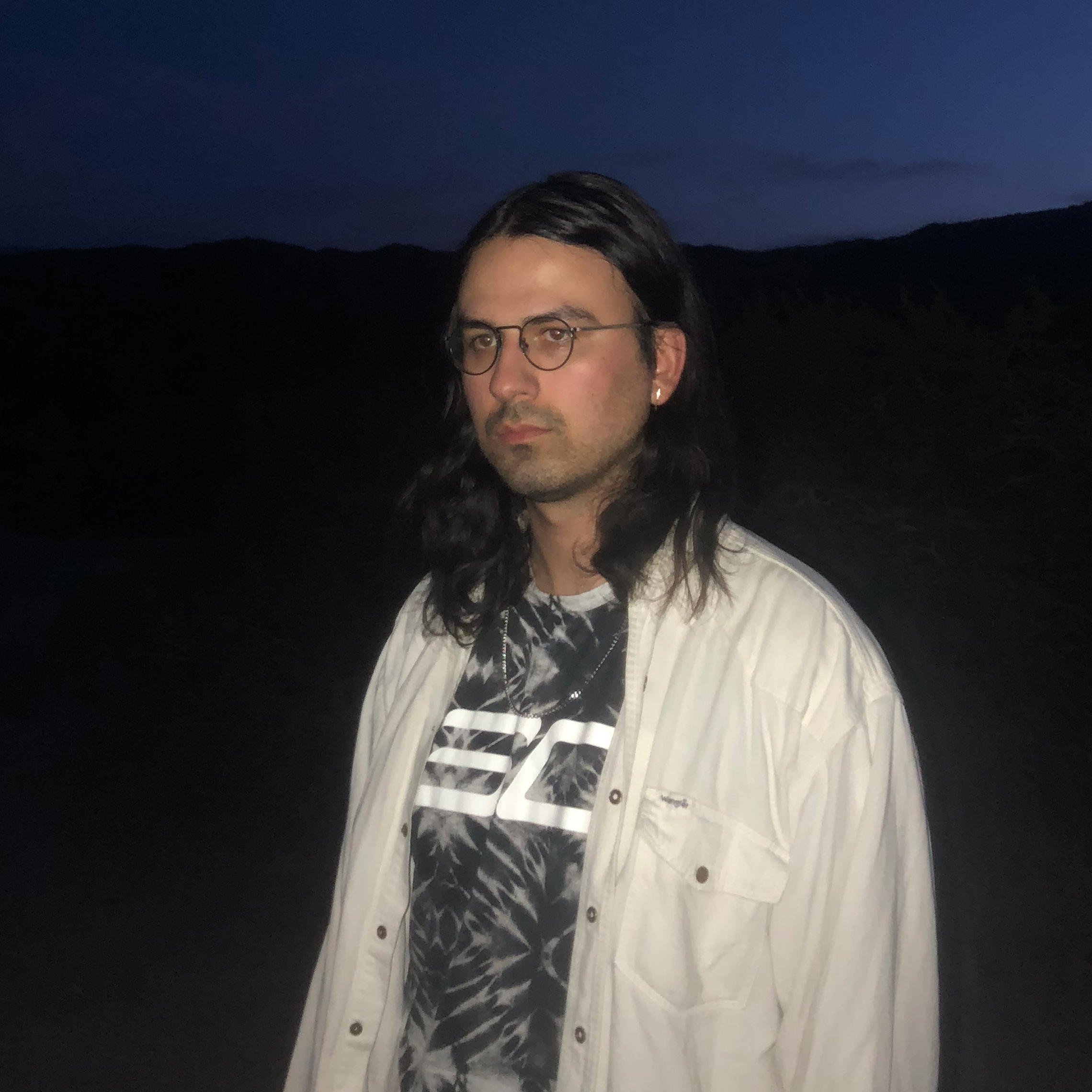
Ben Babbitt (2019)

## Rezeption
| Spiel               | GameRankings | Metacritic                             |
| ------------------- | ------------ | -------------------------------------- |
| Act I               | 84 %         | 81/100                                 |
| Act II              | 85 %         | 82/100                                 |
| Act III             | 89 %         | 91/100                                 |
| Act IV              | 88 %         | 90/100                                 |
| Kentucky Route Zero | –            | PC: 86/100 PS4: 88 Xbox: 87 Switch: 87 |

Der erste Akt von Kentucky Route Zero wurde durchweg positiv aufgenommen und erhielt bei Metacritic 81 von 100 möglichen Punkten. Besonders wurde die einzigartige Grafik und die damit übermittelte Atmosphäre. Etwas bemängelt wurde die kurze Spielzeit und die relativ wenigen Interaktionsmöglichkeiten und Orte.

“The best moments arise when you stop to let it all sink in. It asks for attention rather than reflexes, and serves as a reminder that so few of these experiences exist.”

„Die besten Momente entstehen, wenn man alles auf sich einwirken lässt. Es fordert eher Aufmerksamkeit als Reflexe und dient als Erinnerung, dass so wenige solcher Erfahrungen existieren.“

“As far as a first episode goes, Kentucky Route Zero establishes the setting, tone and characters better than I could have expected. I love that I’m still thinking about what exactly happened to Conway and company, and that intrigue has left me longing for the next piece of the tale.”

„Was die erste Episode angeht, baut Kentucky Route Zero die Umgebung, Ton und Figuren besser auf als ich gedacht hatte. Ich liebe es, dass ich immer noch darüber nachdenke, was genau mit Conway und den anderen passiert ist und diese Faszination lässt mich sehnsüchtig auf den nächsten Teil der Geschichte warten.“

„Was wie ein klassisches Point&Click mit einem kleinen Rätsel beginnt, wird sehr schnell zu einem surrealen Lektüre-Trip für Freunde des Paradoxen. Noch werde ich nicht schlau aus dieser unwirklichen, viel zu kurzen Reise. Aber irgendetwas lauert da abseits der Realität auf Conway und seinen alten Hund. Und das macht mich neugierig.“

Jason Sheehan bezeichnete für NPR, bezogen auf die Gesamtveröffentlichung, das Spiel als „Meisterwerk“ und schrieb: „Es gibt kein anderes Spiel wie Kentucky Route Zero. Ich bin mir nicht sicher, ob es jemals wieder eines geben wird. Es ist eine einzigartige Leistung – eine Dekonstruktion des amerikanischen Mythos, ein Road-Trip-Simulator, eine Vision unserer Welt am Rande des Traums, die wahrer und realer ist als fast alles, was man bei Tageslicht sieht.“

### Auszeichnungen und Nominierungen
| Auszeichnung                            | Kategorie                               | Nominierte & Preisträger | Ergebnis  |
| --------------------------------------- | --------------------------------------- | ------------------------ | --------- |
| Independent Games Festival 2013         | Herausragende visuelle Kunst            | Act I                    | Gewonnen  |
| Independent Games Festival 2013         | Seumas McNally Grand Prize              | Act I                    | Nominiert |
| Independent Games Festival 2013         | Herausragende Leistung im Bereich Audio | Act I                    | Nominiert |
| Independent Games Festival 2013         | Herausragende erzählerische Leistung    | Act I                    | Nominiert |
| IndieCade 2013                          | Geschichte & Weltdesign                 | Act I                    | Gewonnen  |
| IndieCade 2013                          | Visuelle Gestaltung                     | Act I                    | Gewonnen  |
| Rock Paper Shotgun Awards 2013          | Spiel des Jahres                        | Act I                    | Gewonnen  |
| Game Developers Choice Awards 2015      | Beste Erzählung                         | Act III                  | Gewonnen  |
| The Game Awards 2020                    | Spiel mit Auswirkungen                  | Kentucky Route Zero      | Nominiert |
| British Academy Video Games Awards 2021 | Original Property                       | Kentucky Route Zero      | Gewonnen  |